# 民族誌映画
民族誌映画（みんぞくしえいが）とは非欧米諸国の歴史や文化を取り上げたドキュメンタリー映画を含むノンフィクション映画全般を指す。

## 解説
明確な定義は存在しないが、このジャンルは人類学、民俗学といった近接する学術分野とともに発展していったと考えられる。専門家の間では、この種の映画は人類学というよりドキュメンタリー映画であるという意見と、その中間に位置するといった意見が存在する。人類学者で民族誌映画作家でもあるデイヴィッド・マクドーガルは1978年に発表した論文の中で「民族誌映画はジャンルを確立するわけでもなく、民族誌映画製作の確固たる起源および普遍的な方法論を示すわけでもでもない」と書いている。1948年に最初の民族誌映画についての学会がパリの人類学博物館において開かれて以来、民族誌映画という用語は映画学と社会学における種々雑多な試みに一種の統合性を与えながら、象徴的に機能してきた。

## 起源
採鉱家、探検家を経て最終的に映画作家として活躍したロバート・フラハティは民族誌映画の祖と考えられている。彼は1922年に製作した「極北のナヌーク（怪異）」(1922)で有名だが、よりリアルにイヌイットたちを映画の中で描写しようとした彼の試みは、未だ知られざる人々の生活様式を探求しようとした点において評価されている。フラハティは人類学者として特別に学んだわけではなかったが、その分野における造詣は深かった。
フラハティ以前の民族誌映画の文脈では、フェリックス・レノーのフィルムを使った調査が一連の民族誌映画（あるいは映像を使ったフィールドワーク）の登場の火付け役となったといえる。彼は、Exposition Ethnographique de l'Afrique Occidentaleにおいて、轆轤を用いずに陶芸に勤しむ一人のウォロフ人女性の姿をフィルムにおさめ、調査結果を1895年に発表した。彼ののちの映画群は同様の主題を含み、比較文化運動を捉えたと評される。さらに彼はのちに、人類学的調査の記録映像のアーカイブの設立を提唱した。
アルフレッド・コート・ハッドンによって1898年に開始されたケンブリッジ・トレス海峡調査隊はトレス海峡における生活様式のあらゆる側面をカメラで捉える事に成功した。ハッドンはフィルムを記録手段として用いることを勧める手紙を、友人のボードウィン・スペンサーにあてて書いている。それをうけたスペンサーは7000フィートものフィルムを用い、オーストラリアのアボリジニーの生活様式を記録した。このプロジェクトは、のちにミュージアム・ヴィクトリアに収蔵された。
1930年代、グレゴリー・ベイトソンとマーガレット・ミードはフィルムを用いることは、バリとニューギニアにおける複雑な儀式を記述するのに必要不可欠であると考えた。また、ジョーン・マーシャルはアメリカの大学において最も見られているであろう映画の一つ “The Hunters” (1957)を製作している。彼の民族誌映画の一つ ”Nǃai, the Story of a ǃKung Woman” (1980)は民俗学的であるだけでなく、中心人物の幼少期から成長後の記録映像を取り入れることで、伝記的な側面を同時に持ち合わせている。
この民族誌映画という”ジャンル”は、50年代のフランスにおいて大きく発展した。とりわけ、マルセル・グリオール、ジェルメーヌ・ディテルラン、そしてジャン・ルーシュらの貢献が大きい。軽量の16mmカメラとテープレコーダーを用いての同時録画は映画と人類学の両分野において革新的な試みであった。理論と実践の両方において重要な役割を担ったルーシュは、調査の際カメラマンは観察者として出来事から距離をとるべきであるといった共通認識に異を唱え、シネマ・ヴェリテという概念を実践することによって、カメラを行為者として積極的に主体（主題）に介入させることを主張した。これは実験者効果としてグレゴリー・ベイトソンによって考えられていたものであった。人類学の研究においてカメラを用いることを最も早くから提唱していたベイトソンは実験者効果に気づいていただけではなく、パートナーであったマーガレット・ミードとともに、理論的かつ実践的にこの効果を扱う方法について多くを書いていた。
映画作家のロバート・ガードナーは数名の人類学者と協力し”Dead Birds” (1963)という映画を製作した。本作はニューギニアのダニ族の儀式的行為としての戦争についての研究である。デイヴィッド・メイブリー・ルイスは、民俗学的映像記録において十分な資金を獲得した最初の一人であったが、それによって多数のカメラを研究対象地域に設置し多視点による同時録画を実現した。1970年代にはジュディスとデイヴィッド・マクドーガル夫妻が登場人物の言葉に字幕をつけ、映画内で描かれる人物たちとのより親密な交流を通じた映画作りをつづけていった。マクドーガルは5部作ものである”The Doon School Quintet”を製作し、かつて存在した名門男子寄宿学校に焦点をあてた。2年にも及ぶ撮影期間の間、マクドーガルは生徒と同様に学校内に住むことで、少年たちの日課や友人関係など緻密に観察した。

## 議論
民族誌映画は、一般的に知られていない異文化を表現し理解する手段のひとつとして考えられうるが、その描写方法に関してはいくつか議論がある。近年、民族誌映画はイギリスのフリー・シネマ運動によく似たシネマ・ヴェリテの考え方に影響されてきた。軽量の同時録音カメラの登場とそれに伴う発明の数々が、人々があらゆる場所で映像を撮影できるという可能性を示してきた。
多くの民族誌映画は映画によって描かれる人々によって発せられた言葉を記録しているが、この言葉が民族誌映画の意図した観客に馴染みのない言葉であった際、製作者はたいてい吹き替え訳または字幕を使っている。しかしながら、映画観客のための人物の言葉の翻訳はかならずしも正しいとは言い切れないのである。コンゴ民主共和国のマングベツの人々を描いた映画”Spirits of Defiance: The Mangbetu People of Zaire” (2012)では、ロバート・マッキーは、字幕は彼らが発したことを部分的に省いてしまうだけでなく、時折、映画製作者の意図に沿って変更されてしまうと述べている。また、ティモシー・アッシュは、表象されるコミュニティーの表現方法についての提案が保証されるよう、民族誌映画の製作者のための倫理規程を提示してきた。
また、民族誌映画はポストコロニアルの文脈から語られることも多く、映画製作者と先住民の差異を強調して表現しオブジェクトとして他者化することによって、ある種のヒエラルキーを生み出すといった批判もある。

## 日本における民族誌映画
日本の民族誌映画作家としては、姫田忠義が有名である。彼は生涯において多くの民族誌映画を製作したが、とりわけアイヌの生活様式を描いた映像作品は国内外で多くの評価を得ている。1974年に彼が製作した『チセ・ア・カラ（われらいえをつくる）』(1974)は日本で初めてのアイヌ語映画であった。
またドキュメンタリー映画作家の柴田昌平は沖縄・アジアの人々や歴史を描いた映像作品を多く製作しており、2006年に製作した長編ドキュメンタリー映画「ひめゆり」(2006)では国内の多くの賞を獲得した。本作は製作に13年もの時間をかけ、ひめゆり学徒の生存者の声をもとに当時の状況を観客に示している。
近年では、大森康宏による「津軽のカミサマ」(1994)がある。イタコである工藤タキさんを長期に渡り撮影した本作はフランスパリ14回民族誌映画大会でグランプリを獲得している。
またフィクション映画ではあるが、福永壮志のアイヌを描いた作品「AINU MOSIR」(2020)が長編日本映画としては初のトライベッカ映画祭のコンペティション部門に選出され、審査員特別賞を受賞した。

## 代表的作品
- 外国の民族誌映画映画
  - Cronofotografía (1885)
  - Anthropological Expedition (1898-89)
  - 『極北のナヌーク』Nanook of the North (1922)
  - The Hunters (1957)
  - Moi, un noir (1958)
  - Dead Birds (1963)
  - Nǃai, the Story of a ǃKung Woman (1980)
  - The Doon School Quintet (2000-03)
  - Spirits of Defiance: The Mangbetu People of Zaire (2012)
- 日本の民族誌映画
  - 『アイヌの結婚式』（1971）
  - 『チセ・ア・カラ（われらいえをつくる）』（1974）
  - 『奥会津の木地師』（1976）
  - 『椿山』（1977）
  - 『イヨマンテ 熊おくり』（1977）
  - 『越後奥三面 山に生かされた日々』（1984）
  - 『ひめゆり』（2006）

## 関連文献・映像 Relevant Films and Literature
- 『アイヌの結婚式』、『チセ・アカラ～われらいえをつくる～』予告編　https://www.youtube.com/watch?v=DEkDBoX1Utw
- 「白老アイヌの生活」より献酬 https://www.youtube.com/watch?v=D2M4uvRP0Yc
- 「白老アイヌの生活」より婚礼 https://www.youtube.com/watch?v=9sOOrExPRgU
- 「白老アイヌの生活」より礼儀 https://www.youtube.com/watch?v=m7CLNq9ckXA
- 「イヨマンテ」よりオンカミ https://www.youtube.com/watch?v=ZOEjBnbJsNE
- 「守護神の送り儀礼」開式のオンカミ https://www.youtube.com/watch?v=Ku1myzUJU2o